# Trischizolagus maritsae
Espèce
Trischizolagus maritsae est une espèce éteinte de mammifères lagomorphes de la famille des Leporidae.

## Distribution et époque
Ce lagomorphe a été découvert en Afghanistan, en Espagne et en Grèce. Il vivait à l'époque du Pliocène inférieur .

## Taxinomie
Cette espèce a été décrite pour la première fois en 1970 par les naturalistes H. de Bruijn, M. R. Dawson et Pierre Mein.

## Publication originale
- (en) de Bruijn, Dawson et Mein, 1970 : « Upper Pliocene Rodentia, Lagomorpha and Insectivora (Mammalia) from the isle of Rhodes (Greece). I, II and III ». Proceedings of the Koninklijke Nederlandse Akademie van Wetenschappen, Series B, vol. 73, no 5, p. 535-584 (consulté le 22 octobre 2013).